# Правда (Лодзинское воеводство)
Правда (пол. Prawda) — село в Польше, входит в гмину Жгув Восточно-Лодзинского повята Лодзинского воеводства.

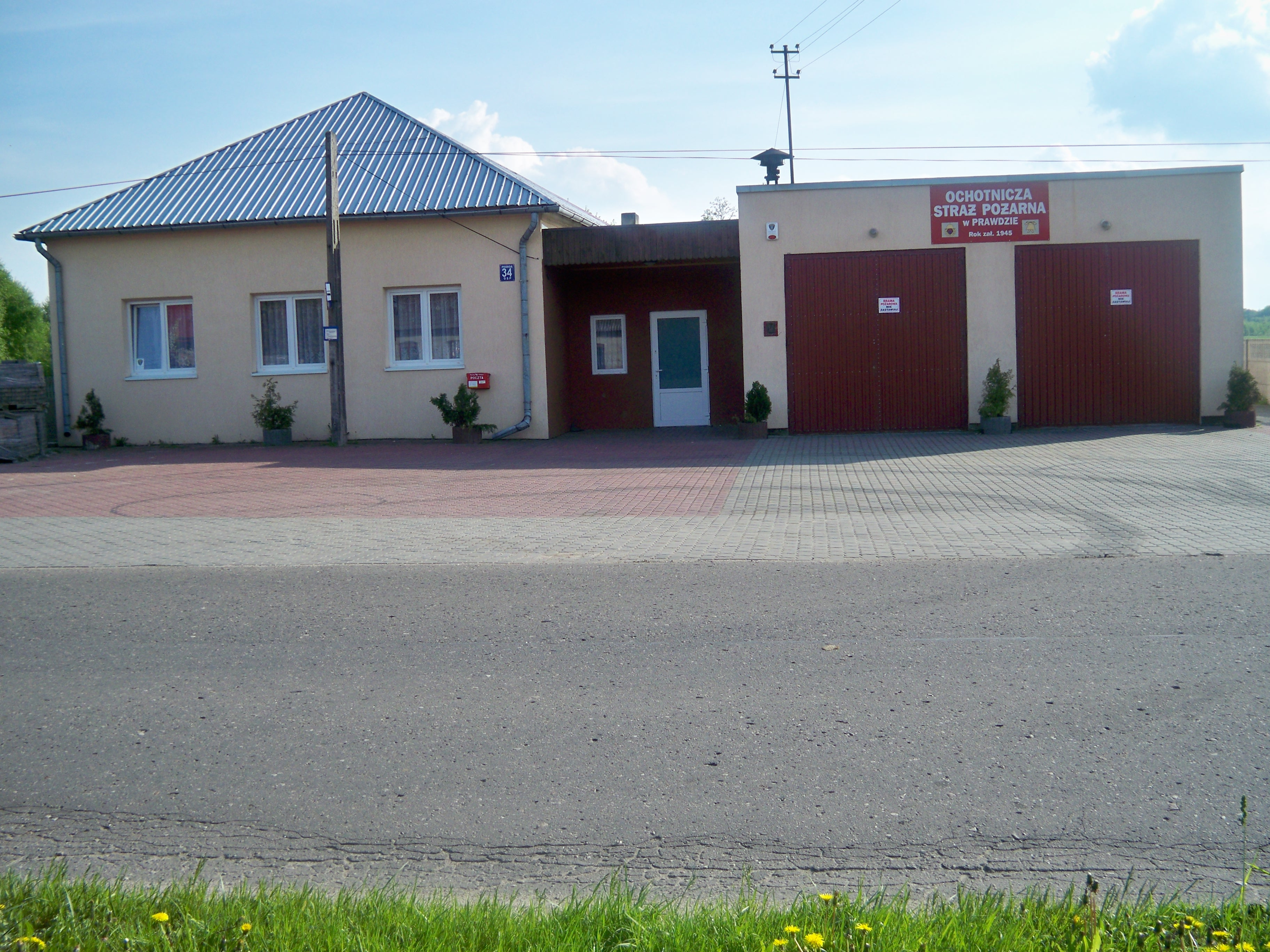

## География
Село располагается в 4 км от Жгува и в 17 км от Лодзи. Возле села протекает река Добжинка.

## История
С 1975 по 1998 год село входило административно подчинялось тогдашнему Лодзинскому воеводству.

## Хозяйство
В селе в основном располагаются сельскохозяйственные предприятия и несколько предприятий сферы услуг. Здания располагаются вдоль главной улицы.

## Источник
- Miasto i Gmina Rzgów. Mapa Turystyczno-Krajoznawcza, wyd. I, Eko-Dent Anna Świć, 06-2006. ISBN 83-923424 (ошибоч.)